# Bergouey-Viellenave
Bergouey-Viellenave è un comune francese di 123 abitanti situato nel dipartimento dei Pirenei Atlantici nella regione della Nuova Aquitania.

## Storia
Il comune di Bergouey faceva parte del ducato di Gramont. Le rovine del primo castello dei Gramonts (XI secolo) sono ancora visibili a Viellenave.
Il 1º gennaio 1973, i tre comuni di Arancou, Bergouey e Viellenave-sur-Bidouze si fusero. Il 15 novembre 1977, Arancou ritornò indipendente mentre Bergouey e Viellenave rimasero uniti.

## Società

### Evoluzione demografica
Abitanti censiti